# Leziune SLAP

## Definiție
Sunt leziuni ale complexului labral glenoidian superior anterior și posterior (SLAP în engleză: superior labral anterior and posterior) acolo unde fibrele tendonului lung al bicepsului se amestecă cu fibrele labrale în drumul lor spre inserția pe marginea superioară a glenei. 
Leziunile SLAP erau subapreciate înaintea folosirii pe scară largă a RMN și a artroscopiei umărului. A fost înțeles mai bine și rolul acestor structuri anatomice la asigurarea stabilității umărului și a patogenezei durerii umărului.

## Frecvență
Leziunile SLAP sunt întîlnite la 6% dintre persoanele care au suferit o artroscopie de umăr pentru un alt diagnostic. Sportivii au o incidență mai mare de leziuni SLAP comparativ cu restul populației.
Leziunile SLAP de etiologie traumatică au fost însoțite de alte leziuni ale umărului mai frecvent comparativ cu cele atraumatice.
Leziunile asociate leziunilor SLAP, cel mai des întîlnite, sunt:
- leziunile Bankart (28%)
- leziunile coafei (11%)
Doar 1/3 din leziunile SLAP au fost  întîlnite singure, fără patologie asociată.

## Clasificarea leziunilor SLAP
Clasificarea a fost propusă de Snyder. Ea împarte leziunile SLAP în 4 tipuri, în funcție de severitastea leziunilor:
- tipul 1: labrumul glenoidian are leziuni degenerative și eroziuni ale marginii din glenă, cu rupturi în structură dar rămâne ferm atașat pe marginea superioară a glenei. Nu există avulsia tendonului lung al bicepsului. 
Leziunile SLAP tip 1 reprezintă 20% din totalul acestor leziuni.
- tipul 2: există leziuni degenerative și rupturi ale marginii ladrumului care este detașat complet de pe marginea glenoidiană  anterosuperioară și posterosuperioară. Porțiunea de labrum detașată este tracționată în sus de tendonul lung al bicepsului, între cartilajul articular al glenei și labrumul desprins de pe os formîndu-se o gaură. 
În concluzie, atașamentul tendonului bicepsului pe glenă este instabil. 
Leziunile SLAP tip II reprezintă aproximativ 65% din totalul acestor leziuni. Sunt cele mai frecvente.
- tipul 3: este echivalentul rupturii în toartă de coș a meniscului. Langheta ruptă din labrum este de cele mai multe ori din partea lui anterosuperioară. Ea atârnă în articulație și produce blocaje și un clăncănit. Atașamentul labrumului și al tendonului lung al bicepsului pe marginea superioară a glenei rămân intacte. Inserția tendonului bicepsului este deci stabilă. 
Leziunile SLAP de tip III reprezintă 5% din totalul acestor leziuni.
- tipul 4: sunt leziuni caracterizate prin prelungirea uneia dintre leziunile labrumului în tendonul lung al bicepsului. Porțiunea superioară a ĺabrumului este deplasată în articulație dar împreună cu tendonul bicepsului. 
Ruptura implică parțial tendonul bicepsului. Ruptura se face pe direcția fibrelor sale. 
Leziunile SLAP de tipul 4 reprezintă 5% din totalul acestor leziuni.

## Anatomie funcțională
În 1986 s-a considerat că labrumul glenoidian este o cută suplimentară a țesutului capsular fibros. Fibrele labrumului pot să se insere în partea anterioară a glenei pe ligamentul glenohumeral mijlociu al capsulei articulare.
În partea superioară, structura labrumului este asemănătoare mai mult meniscului. Fibrele labrale sunt strâns atașate pe marginea glenei și pot depăși suprafața glenoidală superioară, în fimp ce la nivelul labrumului inferior atașarea fibrelor este mai adunată pe marginea glenei și aspectul labrumului este mai degrabă rotund.
Întregul labrum este inserat pe toată marginea osoasă glenoidiană și pe capsula articulară din apropierea glenei, cu excepția marginii glenoidiene anterosuperioare. La cei mai mulți oameni este prezent un spațiu sublabral la limita marginii glenei cu suprafața sa articulară, spațiu ce poate fi confundat  pe RMN sau în timpul artroscopiei cu o ruptură labrală. 
La unii oameni există o variantă anatomică numită complexul Buford. Ligamentul glenohumeral mijlociu prezintă o îngroșare fibroasă asemănătoare unei coarde și absența labrumului anterosuperior. Complexul Buford este considerat o variantă anatomică normală cu rol de stabilizare gleno humerală anterosuperioară dar nu la fet de eficientă ca labrumul anterosuperior.

## Histologie
Labrumul are o structură fibrocartilaginoasă care, spre inserția pe marginea glenei, se continuă cu cartilajul hialin de pe suprafața glenei. Fibrele labrumului superior se inseră direct pe fibrele tendonului lung al bicepsului înainte ca acesta să se insere pe tuberculul supraglenoidian. La 50% din oameni, tendonul lung al bicepsului își are originea pe labrumul superior, în special pe cel din partea sa postero-superioară.
Histologic, labrumul este format din pachete dense de fibre colagene și fibrocondrocite.
Vascularizaria labrumului este asigurată de arterele: suprascapulară, scapulară circumflexă și artera circumflexă humerală posterioară. Doar periferia labrumului este vascularizată. Labrumul nu primește sânge din osul pe care se inseră. Vascularizația labrumului este bogată la copii și devine tot mai săracă odată cu trecerea anilor, mai mult decât în cazul meniscului.

## Biomecanică
Printre factorii importanți care contribuie la stabilitatea anterioară a umărului se numără și ligamentul glenohumeral inferior care se inseră pe glenă prin intermediul labrumului. De asemeni, labrumul contribuie la stabilizarea articulației  glenohumerale prin mărirea contactului cu capul și prin adâncirea cavității glenoidiene. Labrumul acționează ca o pană asupra capului humerală în mișcările sale de translație anteroposterioara pe suprafața glenoidiană.
Leziunile SLAP au fost observate în special la sportivii care aruncă un obiect pe deasupra capului, în timpul examinarii artroscopice a umărului. În momentul aruncării, tendonul lung al bicepsului este supus unor forțe mari, trage de labrum și poate produce leziuni SLAP. 
La eforturi uzuale, mai ales cu brațul abdus și rotat extern, tendonul lung al bicepsului are rol stabilizator pe articulația glenohumerală, producând compresia capului în glenă. Astfel, el împiedică translația capului.

## Diagnostic clinic
1) Anamneza: urmărește:
- activitățile pacientului
- alte traumatisme (prin tracțiune sau prin compresie a capului în glenă)
- alte operații pe umăr
Majoritatea leziunilor SLAP apar în conjuncție cu alte dezordini ale umărului, făcând diagnosticul dificil.
Simptomul cel mai frecvent întîlnit la pacientii cu leziuni SLAP este durerea de umăr nespecifică, profundă, ce apare la activități deasupra capului sau miscări ale brațului în cruce peste piept. Pacienții pot acuza chiar zgomote ca niste click-uri la nivelul umărului. Uneori este percepută chiar senzația de instabilitate, când leziunea se prelungește în labrumul anterior.
2) Examenul clinic:
Sunt examinate: coloana cervicală, umărul și extremitatea proximală a brațului. 
Sunt evaluate: 
- mobilitatea activă si pasivă 
- stabilitatea glenohumerală
- forța musculară 
- funcția neurologică 
Din păcate, leziunile SLAP nu au un semn sau un test specific.
Testele folosite pentru diagnosticarea leziunilor SLAP sunt următoarele:
1) Speed test:  pacientul stă în ortostatism. Este pus să flecteze brațul contra rezistență, cu cotul în extensie completă și antebrațul în supinație. Dacă apare durere, inserția tendonului lung al bicepsului este ruptă sau inflamată. 
2) Testul O'brien: sau testul compresiei active. Pacientul este examinat în ortostatism. Examinatorul stă în fața pacientului. Pacientul flectează brațul la 90°, îl adduce 15° medial de planul sagital al corpului și rotește intern brațul, astfel încât policele să fie orientat în jos. Examinatorul aplică o forță în jos pe braț. Durerea apare la nivelul umărului. Apoi antebrațul și brațul sunt rotate în supinație maximă (cu policele în sus). Examinatorul aplică o forță în jos pe braț.
Testul este pozitiv dacă durerea ce apare în pronație maximă dispare în supinație maximă.
3) Testul Kibber: sau testul alunecării anterioare a capului humeral. Pacientul este examinat în ortostatism, cu mîinile în șolduri. Examinatorul stabilizează scapula cu o mână pe acromion. Cu cealaltă mână împinge humerusul în sus și anterior.
Testul este pozitiv dacă această manevră provoacă durere. Sugerează o leziune SLAP anterioară. 
Sensibilitatea testului este de 80% și specificitatea este de 85%.
4) Testul Kim: sau testul încărcării tendonului lung al bicepsului. Testul a fost propus în 2003. Pacientul este examinat în ortostatism. Este pus să flecteze cotul, (de la 120°la 80°), concomitent cu rotarea externă a antebrațului contra rezistență (a examinatorului).
Dacă apare durere, testul este pozitiv.
Specificitatea testului este de 85% și sensibilitatea este de 90% pentru leziunile SLAP.
Pacientul cu leziune SLAP poate avea pozitiv și testul Neer (durere la abducția și rotarea internă, pasivă, a brațului) dar și testul Hawkins (brațul abdus la 90° în planul scapulei este ținut de examinator de cotul flectat la 90° și rotat intern maxim). 
Au fost studiate comparativ testele cu cele mai bune rezultate pentru diagnosticarea leziunilor SLAP tip I și II. Aceste teste sunt: testul compresiei active  (testul O'brien) și testul Hawkins.

## Etiopatogenie
Cele mai frecvente mecanisme de producere a leziunilor SLAP sunt:
- traumatisme cu acțiune compresivă asupra labrumului superior cu ruperea acestuia, așa cum sunt căderile pe o parte, eventual cu sprijin parțial în mână.
- traumatisme cu tracțiune pe porțiunea intra-articulara a tendonul lung al bicepsului, cu desprinderea labrumului din vecinătate de pe glenă.
- etiologie insidioasă la 21% dintre pacienții cu leziune SLAP, probabil prin microtraumatisme repetitive, așa cum se întâmplă sportivilor care aruncă obiecte.  
Leziunile SLAP sunt produse când umărul este abdus și rotat extern excesiv. Tendonul lung al bicepsului ia o poziție mai verticală și mai posterioară și smulge labrumul superior de pe glenă. Această ipoteză pare să fie confirmată de deficiența de rotație internă observată frecvent la pacienții care aruncă un obiect pe deasupra capului. La acești pacienți, capul humeral translatează anterioar.

## Diagnostic radiologic
Nu există semne radiologice pe baza cărora să fie  pus diagnosticul de leziune SLAP.
Totuși, trebuie făcute de rutină:
- Rg. AP (anteroposterioară) a umărului, în poziție neutră.
- Rg. axilară 
- Rg. de ieșire a supraspinosului (supraspinatus outlet view sau profilul Lamy).
Aceste radiografii standard trebuie făcute în orice patologie a umărului. Rolul lor este să excludă leziuni asociate.

## Diagnostic RMN
Examinarea RMN este folosită de rutină la pacienții suspectați de leziune SLAP. 
Dacă rezultatul RMN este incert, mai ales în cazul unui istoric și al unui examen clinic sugestiv pentru o leziune labrală, se va apela la artrografia RMN cu gadolinium. Sensibilitatea artrografiei RMN este de 82-96%, iar specificitatea este de  91-98%.
Leziunile SLAP sunt evidențiate cel mai bine pe incidențele coronale (incidențele dinspre anterior spre posterior în plan frontal).
Semnele RMN care sugerează distrugerea labrumului sau a tendonului lung al bicepsului sunt: 
- semnal de intensitate crescută la interfața labrum/marginea glenei. 
- semnal de intensitate crescută în fosa glenoidiană superioară. 
- deplasarea labrumului spre superior, la distanță de marginea glenei. 
- prezența unui chist la interfața glenolabrala.
Artrografia RMN cu gadolinium nu poate preciza tipul leziuni SLAP.
RMN evaluează și patologia asociată de cele mai multe ori a coafei rotatorilor.

## Diagnostic diferențial
Trebuie facut cu următoarele afecțiuni:
1) Traumatismul articulației acromioclaviculare 
2) Tendinita bicepsului
3) Tendinita supraspinosului
4) Traumatisme coafei rotatorilor
5) Sindromul de impingement al umărului 
6) Traumatismele sportive ale plexului brahial 
7) Traumatismele discului cervicală
8) Radiculopatia cervicală

## Tratament

### Tratamentulul conservator
Tratamentul pe care îl necesită leziunile SLAP trebuie adaptat fiecărui pacient în parte.
Tratamentul inițial trebuie să fie conservator. Scopul său este să reducă durerea și inflamația, să restaureze mobilitatea umărului și să tonifice musculatura scapulotoracică și glenohumerală. El se bazează pe:
- repaus articular (în cazul atleților, înseamnă interzicerea aruncării pe deasupra capului pentru o perioadă de timp).
- o cură scurtă de antiinflamatoare 
- terapie fizică: ea urmărește să întărească capsula articulară posterioară, importantă pentru redobîndirea rotației interne, prin exerciții care includ adducții peste umărul contralateral, făcute cu extensorul sau la scripete.
Terapia fizică constă și într-un program de întărire a musculaturii scapulei și a coafei rotatorilor. Mișcările trebuie să menajeze tendonul lung al bicepsului pentru că adesea inserția sa pe marginea superioară a glenei poate fi detașată de pe os. Iar tendonul lung al bicepsului contribuie la stabilitatea articulației glenohumerale. Pierderea stabilității asigurată de biceps trebuie compensată. De aceea, vor fi evitate exercițiile care stresează tendonul bicepsului.
Sunt autori care consideră că tratamentul conservator al leziunilor SLAP tip II a ameliorat mult durerea și funcția umărului.

### Tratamentul chirurgical
Cei mai mulți autori consideră tratamentul conservator al leziunilor SLAP ineficient. In consecință, tratamentul artroscopic este cel de elecție pentru că precizează diagnosticul și repară leziunea constată.
Tratamentul chirurgical al leziunilor SLAP este indicat pacienților care au simptome ce persistă mai mult de 3 luni de tratament conservator.
Anestezia indicată este blocul interscalenic și sedarea intravenoasă.
Înainte de a începe operația va fi evaluată sub anestezie existența unei contracturi capsulare sau a instabilității.
Sunt folosite următoarele portale: 
- portarul posterior (pentru vizualizare) 
- portarul anterosuperior (plasat sub unghiul anterolateral al acromionului; el se face prin intervalul rotator; în acest portal se introduce o canulă de plastic; prin el se inseră ancora)
- portalul posterosuperior (este un portal accesor; prin el se introduce ancora)
Se începe cu explorarea completă a articulației glenohumerale: coafa rotatorilor, tendonul lung al bicepsului și soliditatea ancorării tendonului pe marginea superioară a glenei, tipul de leziune SLAP. Este verificată cu palpatorul prinderea fermă a labrumului pe marginea glenei. Expunerea marginii glenei sub labrum trebuie să fie mai mică de 5 mm. Dacă expunerea este mai mare de 5 mm, ancorarea bicepsului este instabilă. 
Trebuie verificată atașarea labrumului anterior și posterior pe glenă. Verificarea se face prin abducția brațului la 70-90° și rotarea lui externă, progresivă pentru evidențierea desprinderii posterioare a labrumului, așa cum se întâmplă în leziunile SLAP tip II și pentru evaluarea prinderii tendonului bicepsului pe tuberculul supraglenoidian. Desprinderea posterioară a labrumului nu este întîlnită în leziunile SLAP anterioare.
Tipul de leziune SLAP întîlnit determină și tratamentul potrivit.
În leziunile SLAP tip 1:  tratamentul artroscopic constă în debridarea simpla. Debridarea va fi făcută cu grijă pentru a nu leza labrumul sau ancorarea tendonului lung al bicepsului pe marginea superioară a glenei.
În leziunile SLAP tip 2:  se începe cu debridarea cu shever-ul a suprafețelor rupte. Apoi se face cu freza o usoară decorticare a marginii osoase a glenei. Urmează reatașarea tendonului lung al bicepsului și a labrumului pe marginea glenei cu ajutorul ancorelor.
În leziunile SLAP tip 3:  va fi excizată toarta de coș a labrumului. Apoi, va fi verificată stabilitatea ancorării tendonului lung al bicepsului pe tuberculul supraglenoidian.
În leziunile SLAP tip 4:  tratamentul depinde de gradul rupturii în substanța tendonului bicepsului. Chirurgul trebuie să observe toată partea terminală a tendonului lung al bicepsului și tot labrumul superior. 
Dacă ruptura afectează mai puțin de 30% din tendon și ancorarea tendonului este îngustă, vor fi rezecate labrumul și porțiunea din tendon afectată.
Dacă ruptura afectează mai mult de 30% din tendon și pacientul este vârstnic, se va recurge la tenodeză. 
Dacă pacientul este tânăr, tendonul va fi reparat (suturat) în lungul său și labrumul va fi inserat pe marginea glenei cu o ancoră. 
Ruptura severă a tendonului lung al bicepsului va fi tratată cel mai bine prin tenodeză.
Firele de sutură sunt trecute prin labrum. Sutura poate fi simplă sau în palton. 
Ancorele plasate lângă inserția tendonului bicepsului sau anterior de el pot fi introduse printr-un portal prin intervalul rotator. Ancorele ce vor fi plasate posterior de biceps, vor fi inserate cel mai bine percutanat, printr-un portal făcut în spațiul acromioclavicular, imediat posterior de articulația acromioclaviculară. 
Firele de sutură trecute prin labrum nu vor fi strânse foarte tare pentru a nu strangula rădăcina bicepsului.
Nodurile firelor de sutură vor fi făcute prin portalul anterosuperior.
Inserția ancorei plasată  posterior de inserția tendonului bicepsului se face prin portalul posteriolateral. Acest portal nu necesită neapărat canulă de plastic. Ancora va trece spre locul de insertie de pe marginea glenei direct prin coafă, la jonctiunea musculotendinoasă.
Complicațiile tratamentului leziunilor SLAP
Complicații posibile după orice act chirurgical:
- edemul postoperator
- hematomul postoperator: dacă este mare, necesită evacuarea artroscopică și lavaj pentru evitarea dezvoltării cicatricilor fibroase  
- infecția: necesită lavajul artroscopic abundent, plus evacuarea colecției purulente, dacă s-a constituit
Complicațiile specifice tratamentului leziunilor SLAP:
- redoarea, în special a rotației externe a brațului. Necesită recuperare prelungită prin mobilizare activă și pasivă
- durerea postoperatorie cu durată de mai multe săptămâni postoperator
- desprinderea și migrarea ancorei extraarticular sau intraarticular cu eșuarea fixării. Necesită reluarea tratamentului.

### Tratamentul postoperator
Săptămînile 1-3 postoperator
Umărul este imobilizat aproximativ 3 săptămâni postoperator pentru protejarea fixării labrale și a tendonului bicepsului. Pentru reducerea inflamatiei, este utilă crioterapia. Vor fi făcute imediat mișcări active ale pumnului și mișcări active, supravegheate, ale cotului. 
După prima săptămână de imobilizare, vor fi făcute mișcări pasive, controlate ale brațului, în abducție de 40° (ca și în timpul imobilizarii). Astfel, este evitat stressul asupra tendonului lung al bicepsului. 
Pot fi făcute şi contractii izometrice submaximale ale deltoidului, fără să producă durere. 
Săptămînile 3-6 post-operator
Folosirea imobilizării poate fi discontinuă, în funcție de toleranță. Pacientul poate începe să facă flexii active supravegheate ale brațului, flexii active cu bastonul a ambelor brațe din culcat.
Pacientul începe să facă şi rotații externe active supravegheate. Până în săptămâna 6 postoperator, rotațiile externe active vor fi limitate la 30°.
Încep şi exercițiile de întărire a musculaturii scapulară prin ridicarea/coborârea activă a scapulei, apoi şi contra rezistență. 
Săptămînile 6-8 postoperator
Încep progresiv exerciții de tonifiere a coafei, a stabilizatorilor scapulei, a bicepsului şi a deltoidului: 
- încep mișcări de flexie a brațului, active, asistate 
- încep mișcări de rotație externă, active, asistate
- încep mișcări de rotație externă/ rotație internă, active, asistate, la început fără rezistență, apoi cu rezistență elastică 
- încep abducții ale brațului în planul scapulei, active, asistate
- încep extensii ale brațului active, contra rezistență elastică 
În această perioadă, mișcările active de flexie şi abducție a brațului rămân limitate la 90° pentru a nu forța coafa.
Săptămînile 8-12 postoperator
Vor fi făcute toate mișcările active ale umărului progresiv crescător.
Vor fi  adăugate şi exerciții de flexibilitate şi exerciții de alungire musculară.
Începe şi tonifierea progresivă şi supravegheată ă bicepsului. 
Săptămînile 10-14 postoperator
Va fi restaurată flexibilitatea normală a umărului. 
Sportivii profesionişti își încep progresiv antrenamentele specifice. Încep antrenamente cu rezistență (greutăți) ce cresc în intensitate progresiv, prudent. 
După 14 săptămâni
Atleții care aruncă, își reiau activitatea sportivă după 6 luni postoperator. 
Aruncările cu forță şi viteză maximă sunt permise după 7 luni postoperator.
Sportivii care aruncă un obiect pe deasupra capului şi înotătorii necesită o pregătire fizică foarte riguroasă pentru refacerea coafei şi a mușchilor stabilizatori ai scapulei.
După tratamentul artroscopic al leziunilor SLAP, 88% dintre sportivii profesionişti se întorc la nivelul sportiv dinaintea traumatismului.

### Rezultate
Debridarea simplă, folosită ca metodă terapeutică unică în tratamentul leziunilor SLAP instabile, nu asigură rezultate satisfăcătoare pe termen lung. La 2 ani după debridarea simplă, doar 60% dintre pacienți au avut o ameliorare a durerii şi doar 45% îşi puteau îndeplini activitățile anterioare, din cauza apariției unei instabilității glenohumerale oculte. 
Cele mai bune rezultate sunt obținute după sutura labrumului instabil cu ajutorul ancorelor inserate în marginea glenoidiană  (leziunile SLAP tip II și IV). Complicațiile după această tehnică sunt foarte rare. Aproape 90% dintre atleții care aruncă un obiect se reîntorc la sportul practicat inaintea rupturii SLAP.